# Джерело мінеральної води у Розлучі (содове)
Джерело́ мінера́льної води́ № 2 (содове) — гідрологічна пам'ятка природи місцевого значення в Україні. Розташована в межах Турківського району Львівської області, у північній частині села Розлуч, праворуч від автодороги Львів — Турка (при в'їзді з боку села Ясениця-Замкова).
Площа пам'ятки природи — 0,02 га. Заснована рішенням Львівської облради від 1984 року. Перебуває у віданні Розлуцької сільської ради. Охороняється законом.

## Характеристики води
Середньомінералізована гідрокарбонатна натрієва вода, температура 6-10 °C, мінералізація 12,0-12,9 г/дм³.

## Рекомендації до вживання води
Вода корисна для лікування захворювань шлунка та кишечника (виразка, хронічні гастрит з підвищеною і нормальною кислотністю, гастродуоденіт. Рекомендується при вираженому больовому синдромі вживати підігрітою до температури 35°C.
Вживати за призначенням лікаря і несистематично як столовий напій.
При питному лікуванні має значення температура води. Пиття холодної води посилює перистальтику шлунково-кишкового тракту, а при підвищеній чутливості мускулатури шлунка, кишки чи жовчних шляхів може призвести до спазму. Тому, зазвичай, призначають підігріту воду.

## Галерея

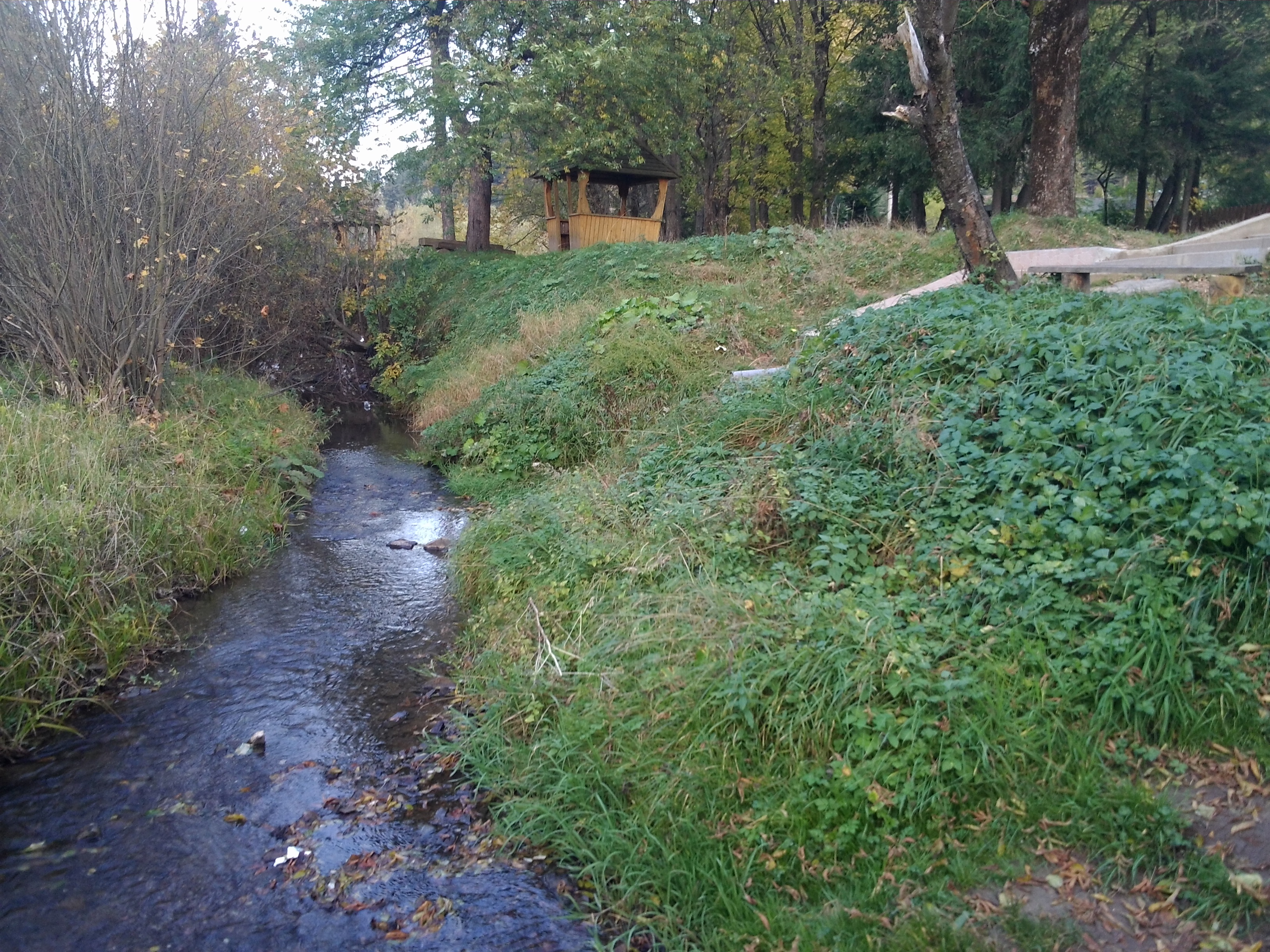
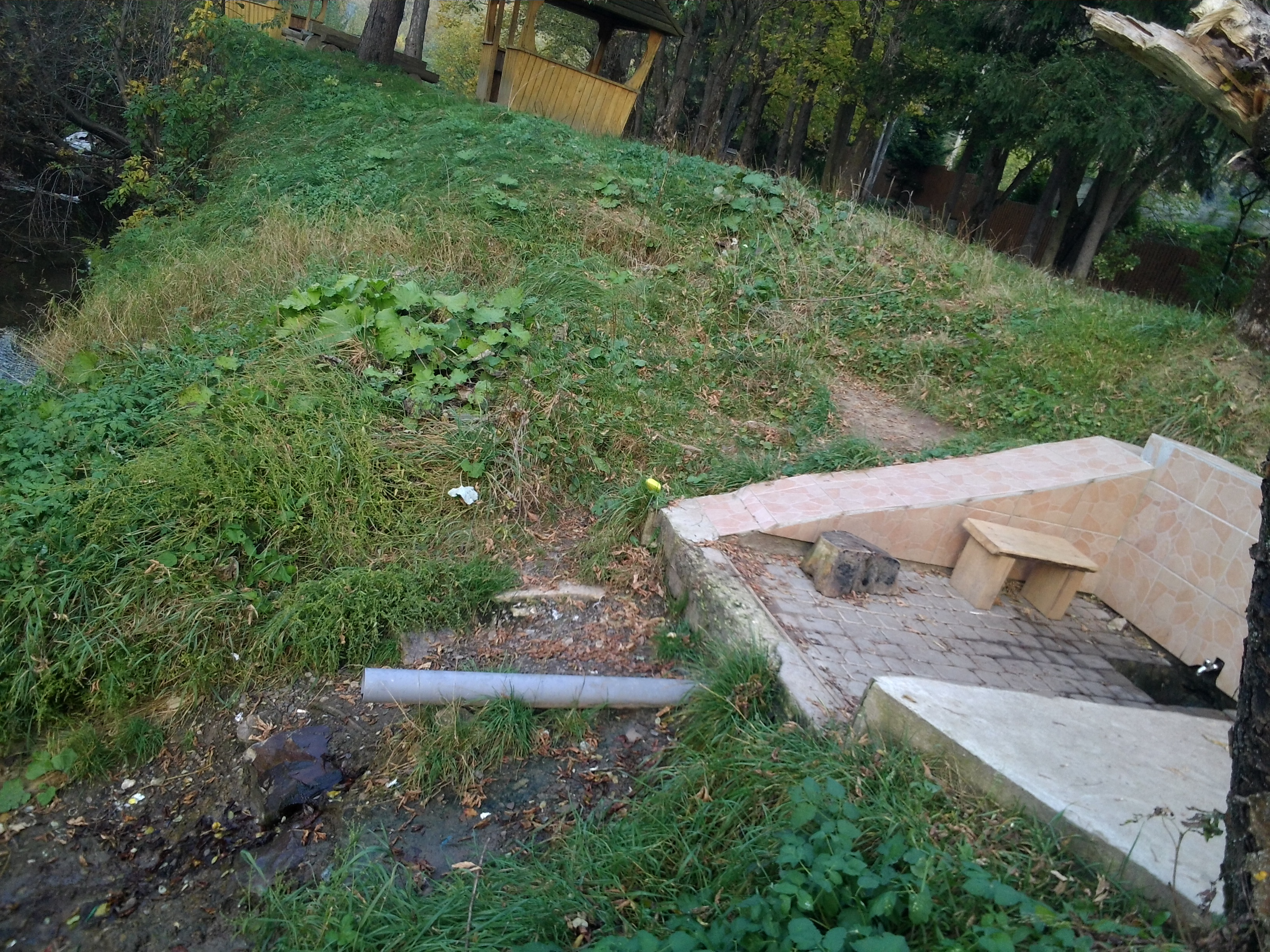
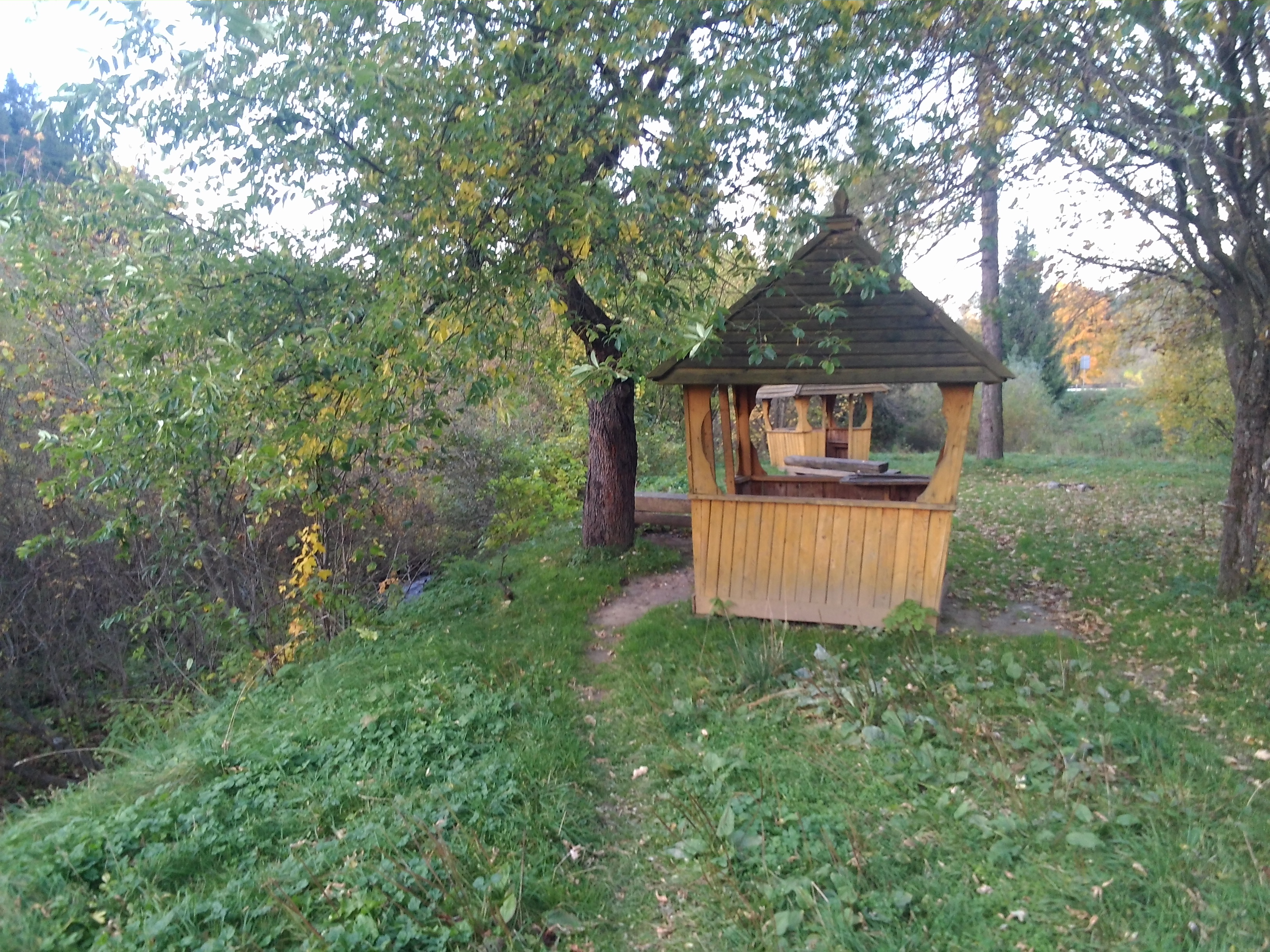
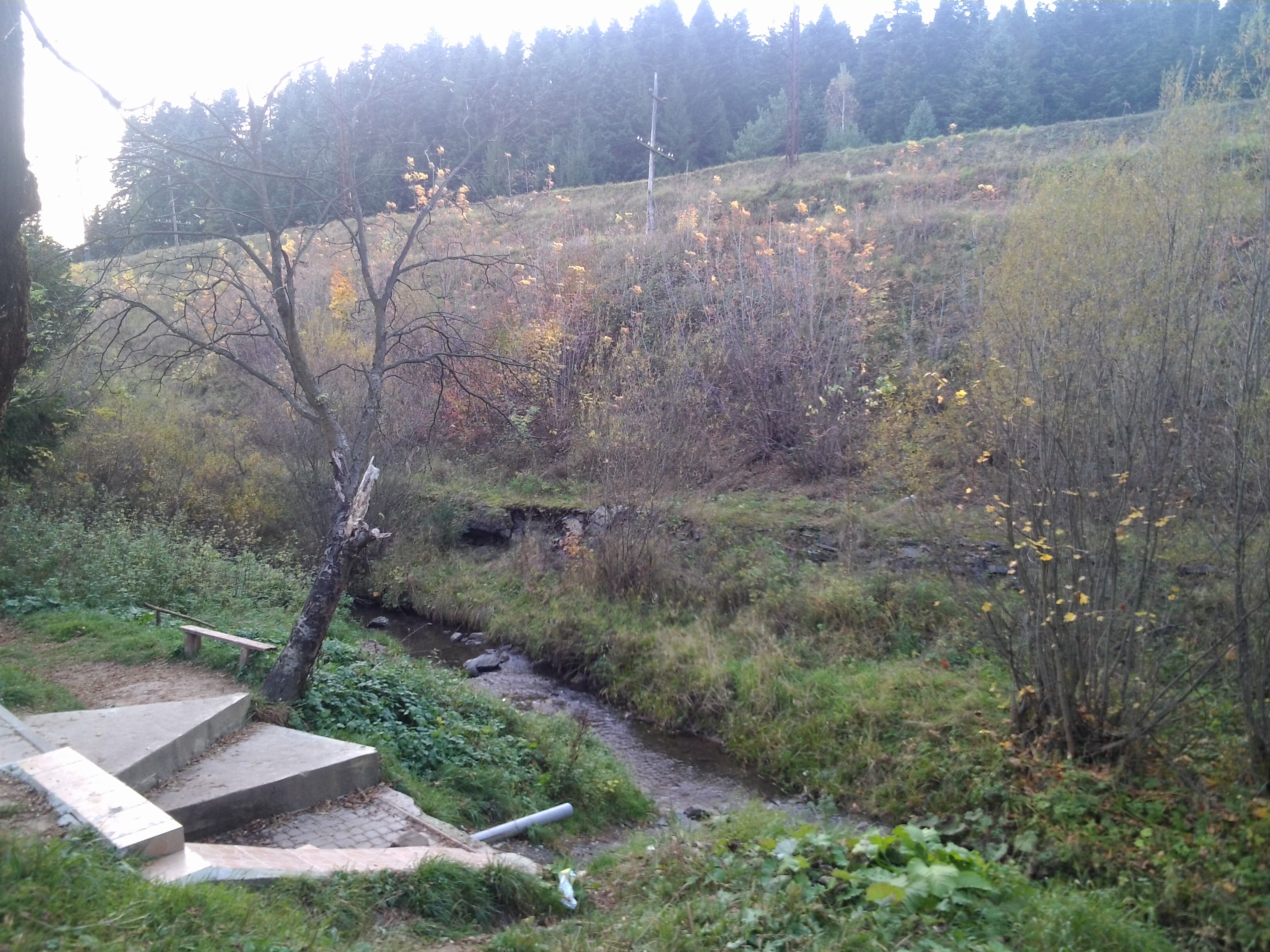
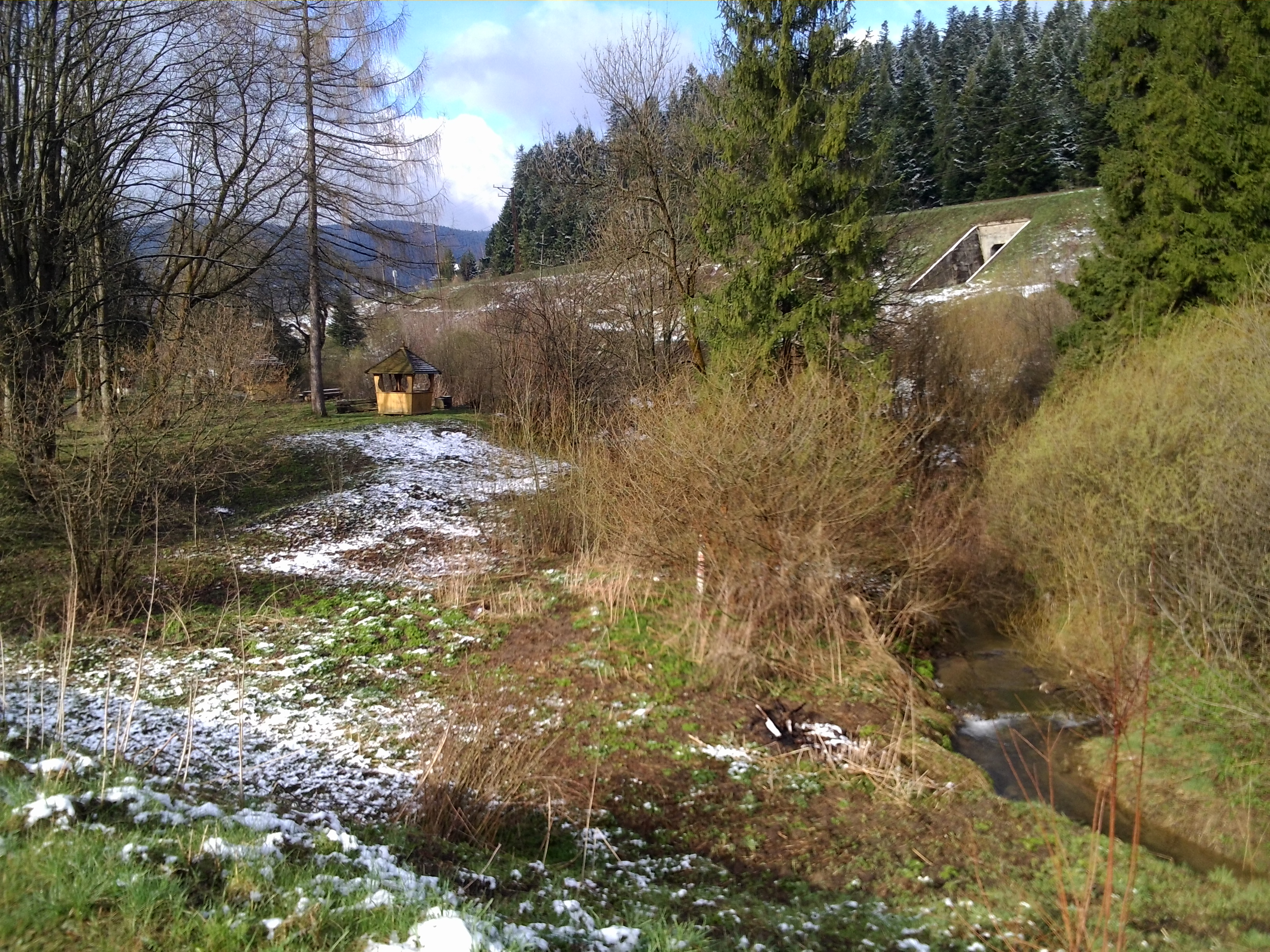
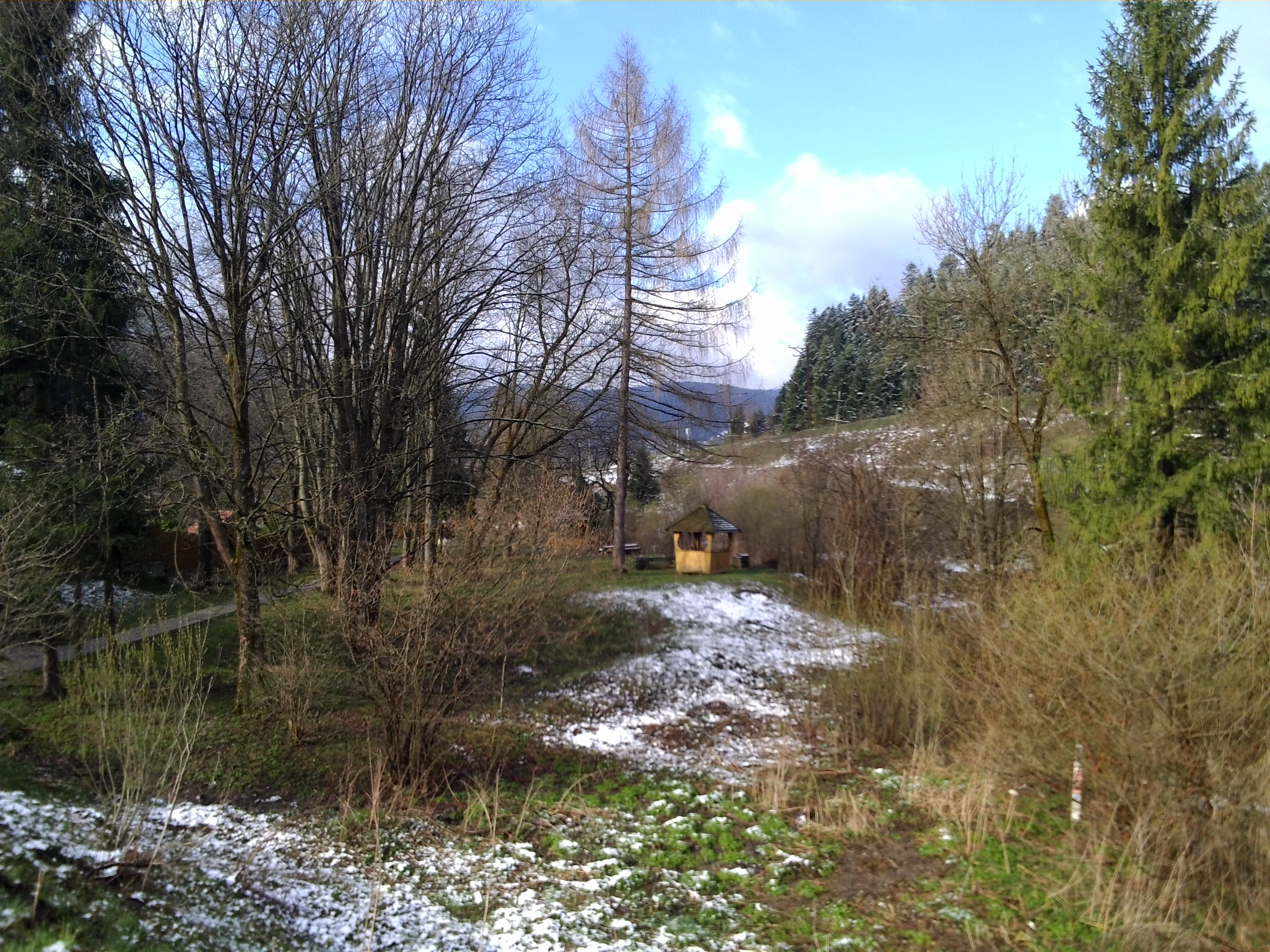